# 17486 Hodler
17486 Hodler (1991 RB41) là một tiểu hành tinh vành đai chính được phát hiện ngày 10 tháng 9 năm 1991 bởi F. Borngen ở Tautenburg, Germany.